# Attentat du 11 décembre 2014 à Jos
L'attentat de Jos est commis le 11 décembre 2014 par Boko Haram au cours de l'insurrection djihadiste au Nigeria.

## Déroulement
Le 11 décembre 2014, deux bombes dissimulées explosent près d'une station d'autobus de la ville de Jos, soit à l'endroit même ou avait eu lieu l'attentat du 20 mai 2014. L'attaque se produit vers 18h30, dans le quartier commerçant de Terminus.

## Bilan humain
Le 11 décembre, Pam Ayuba, porte-parole du gouverneur de l'État du Plateau déclare qu'au moins 31 corps ont été découverts. Cependant un journaliste de Reuters affirme avoir compté onze cadavres sur un site et 29 sur un autre.